# Аракелов Ашот Джангірович
Ашо́т Джангі́рович Араке́лов (26 жовтня 1908, Баку, Російська імперія — 20 травня 1970, Єреван, СРСР) — радянський футбольний арбітр Всесоюзної категорії та футбольний функціонер. Заслужений тренер СРСР (1960).

## Життєпис
Ашот Аракелов народився в Баку у вірменській родині. З 1938 року і до початку німецько-радянської війни обслуговував як головний арбітр матчі вищої ліга чемпіонату СРСР з футболу. Після закінчення бойових дій та відновлення національного чемпіонату повернувся до суддівської діяльності. На найвищому рівні працював до 1947 року. 4 жовтня 1952 року офіційно отримав звання арбітра Всесоюзної категорії. Останній матч як рефері провів у 1956 році.
З 1959 року і аж до самої смерті обіймав посаду відповідального секретаря Федерації футболу Вірменії. 1960 року був удостоєний звання «Заслужений тренер СРСР». Протягом 1966 року виконував обов'язки начальника команди єреванського «Арарата».
Помер 20 травня 1970 року в Єревані.

## Відзнаки та нагороди
- Заслужений тренер СРСР (1960)[2]
- Суддя всесоюзної категорії (1952)